# Caisson (hippomobile)
Pour les articles homonymes, voir Caisson.

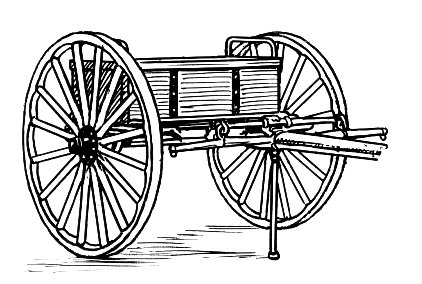
Caisson.

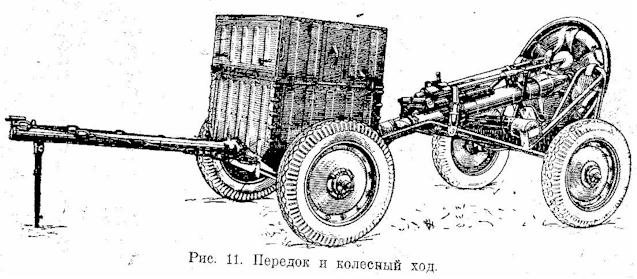
Caisson soviétique de la 2e guerre mondiale.

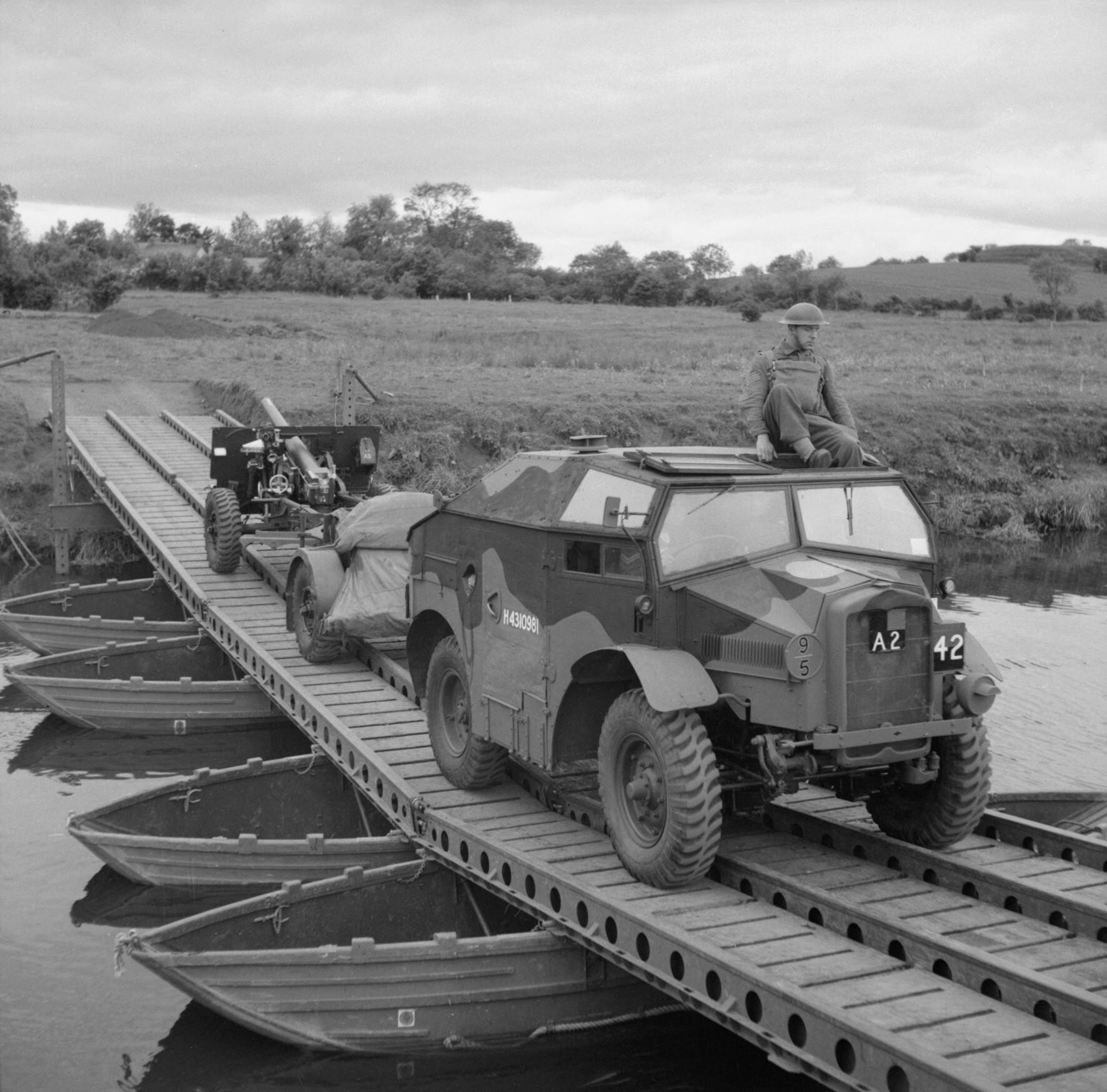
Tracteur d'artillerie britannique Morris C8 avec en remorque un caisson et un canon Ordnance QF 25 pounder (Antrim, Irlande du Nord, 26 juin 1942).

Un caisson est une voiture hippomobile militaire, à deux ou quatre roues et un timon, constituée d'un châssis simple portant une caisse parallélépipédique fermée, destinée au transport des munitions, essentiellement pour l'artillerie, du XVIIIe au XIXe siècle. Elle est parfois appelée prolonge d'artillerie.
Le caisson est tiré par une à trois paires de chevaux. Le meneur dispose rarement d'un siège, il peut conduire l'attelage assis sur le caisson mais en règle générale les meneurs montent les chevaux porteurs (traditionnellement les chevaux attelés à gauche du timon). Ces forts attelages s'expliquent par le fait que le caisson fait généralement partie d'un « train » qui peut comporter un avant-train, essieu à deux roues servant à tirer un canon (sinon, le caisson joue le rôle d'avant-train et le canon est attaché directement, par la base de son affût, au caisson).

## Historique
L'origine du caisson est en effet l'avant-train, simple dispositif destiné dès l'origine à faciliter les déplacements des canons et autres pièces d'artillerie en les tirant avec des chevaux. Pour entrer en action, le canon devait être dételé, mais il restait joint à l'avant-train par un solide cordage, la prolonge. L'avant-train fut donc doté d'un caisson pour les munitions, où les canonniers pouvaient facilement s'approvisionner. À mesure que les canons se faisaient plus légers et plus maniables, les avant-trains s'équipèrent de caissons plus grands et devinrent des véhicules de transport spécifiques. Au milieu du XIXe siècle, une pièce d'artillerie fonctionnait avec six servants : trois d'entre eux menaient l'attelage de six chevaux, qui tractait le caisson et le canon ; les trois autres prenaient place sur le caisson.
Au XXe siècle, avec la motorisation, les caissons et les avant-trains se sont mués soit en différents types de véhicules spécialisés, soit en remorques attelables.